# کولی (فیلم ۱۳۸۱)
کولی فیلمی به کارگردانی  و نویسندگی علی شاه حاتمی محصول سال ۱۳۸۱ است.

## بازیگران
- سلمان غمخوار احمدی
- زیبا صابری
- غلامعلی پورعطایی
- هومن جاوید